# 伯肯黑德 (英國國會選區)

本區在默西賽德郡的位置

伯肯黑德（英語：Birkenhead），英國國會一自治市選區，位於英格蘭默西賽德郡威勒爾都會自治市東部六個地方選區。
創設於1861年，1918年被撤，1950年恢復。早期多支持保守黨，恢復以來一直支持工黨。在2010年大選中，自1979年起任議員的法蘭克·菲爾德以62.2%選票成功連任。